# Eurolines
Eurolines este un grup de companii din România, cu activități diverse, de la transportul cu autocarul la turism, taxi sau rent-a car⁠(d).
Compania este deținută de omul de afaceri Dragoș Anastasiu, care controlează 88% din acțiuni.
Grupul Eurolines este format din 21 de companii, deține brandul Eurolines din 2006 și franciza TUI TravelCenter din 2011 când Grupul Eurolines și-a îndeplinit strategia de business propusă,semnând un parteneriat strategic cu cel mai important jucător mondial din industria turistică – TUI Group.
Eurolines România este membră a alianței internaționale Eurolines și funcționează în România din anul 1995.
Holdingul Eurolines cuprinde companiile: Touring Europabus Romania, Rombus Transport, Nova Travel, Danubius Travel, Eurolines Moldova, TravelCenter Moldova, DreamTeam Software, Euromoving, Study Advice Ro, TAL Aviation, Touring Eurolines SA, Touring Imobiliare, Touring IT Logistic, Touring Rent Auto, Touring Taxi, RDT Media, The Makers, Kessler GmbH, Romtours Intertouring și Intertouring GmbH.
Pe segmentul transportului internațional de pasageri, Eurolines este cel de-al doilea jucător de pe piață, după Atlassib. În anul 2016, pe cursele regulate externe, compania a transportat aprox. 130.000 de pasageri.

## Date generale
Grupul Eurolines are sediul central în București și puncte de lucru în toate orașele mari din țară. 
Cifra de afaceri a grupului în 2016 a ajuns la 125 mil. euro. 
Grupul are peste 500 de angajați și colaboratori. 